# Allelengyon
Allelengyon (gr. ἀλληλέγγυον wzajemne zobowiązanie od ἄλλος inny i ἐγγύη zobowiązanie) – podatek od opuszczonych i nieuprawianych gruntów, nałożony przez cesarza Bazylego II na najzamożniejszych właścicieli ziemskich (dynatoi). Allegyon zapewniał stały i wysoki przychód do skarbca. Roman III Argyros zniósł go przedkładając interes grupy społecznej z której się wywodził, nad interes cesarstwa.